# Arthur Augustus Tilley
Arthur Augustus Tilley (* 1. Dezember 1851; † 4. Dezember 1942) war ein britischer Romanist und Historiker.

## Leben und Werk
Tilley, Neffe von Anthony Trollope, besuchte das Eton College und studierte Rechtswissenschaft, sowie Altphilologie am King’s College (Cambridge) (Abschluss 1875). Von 1876 bis 1884 wirkte er als Anwalt in London. Dann ging er als Fellow an sein College zurück und machte dort Karriere, zuerst als Junior Tutor, ab 1891 als Lecturer für Alte Sprachen, ab 1894 für Neuere Sprachen und ab 1896 für Französisch, später als Professor.
Tilley schrieb mehrere Kapitel von The Cambridge Modern History.
Tilley, der 1916 einen Sohn verloren hatte, erblindete 1937.
Tilley war Ehrendoktor der University of Manchester.

## Werke

### Monografien
- The Literature of the French Renaissance. An introductory essay, Cambridge 1885
  - The Literature of the French Renaissance, 2 Bde., 1904, New York 1959, 1972
- François Rabelais, London/Philadelphia 1907
- From Montaigne to Molière. The preparation for the classical age of French literature, Cambridge 1908, 1923, New York 1970
- The Dawn of the French Renaissance, Cambridge 1918, New York 1968
- Molière, Cambridge 1921, 1936, 2011, New York 1968
- Medieval France. A companion to French studies, Cambridge 1922, New York/London 1964
- Modern France. A companion to French studies, Cambridge 1922
- Studies in the French Renaissance, Cambridge 1922, New York 1968
- The decline of the age of Louis XIV. Or, French literature, 1687–1715, Cambridge 1929, New York 1968
- Three French dramatists. Racine. Marivaux. Musset, Cambridge 1933, New York 1967
- Madame de Sévigné. Some aspects of her life and character, Cambridge 1936

### Herausgebertätigkeit
- (mit Hugh Fraser Stewart) The Romantic movement in French literature, Cambridge 1910
  - The French romanticists, an anthology of verse and prose, Cambridge 1914
- Selections from Sainte-Beuve, Cambridge 1918
- Selections from Saint-Simon, Cambridge 1920
- Cambridge Readings in French Literature, Cambridge 1920
- (mit Hugh Fraser Stewart) The Classical movement in French literature, Cambridge 1923
- (mit Alan Martin Boase) Montaigne, Selected essays, Manchester 1934